# Tetrastichus assuetus
Tetrastichus assuetus är en stekelart som beskrevs av Kostjukov 1978. Tetrastichus assuetus ingår i släktet Tetrastichus och familjen finglanssteklar.
Artens utbredningsområde är Kazakstan. Inga underarter finns listade i Catalogue of Life.